# Pierre Gringore
Pierre Gringore, né en 1475 à Thury-Harcourt et mort en 1539 en Lorraine, est un poète et dramaturge français.

## Biographie

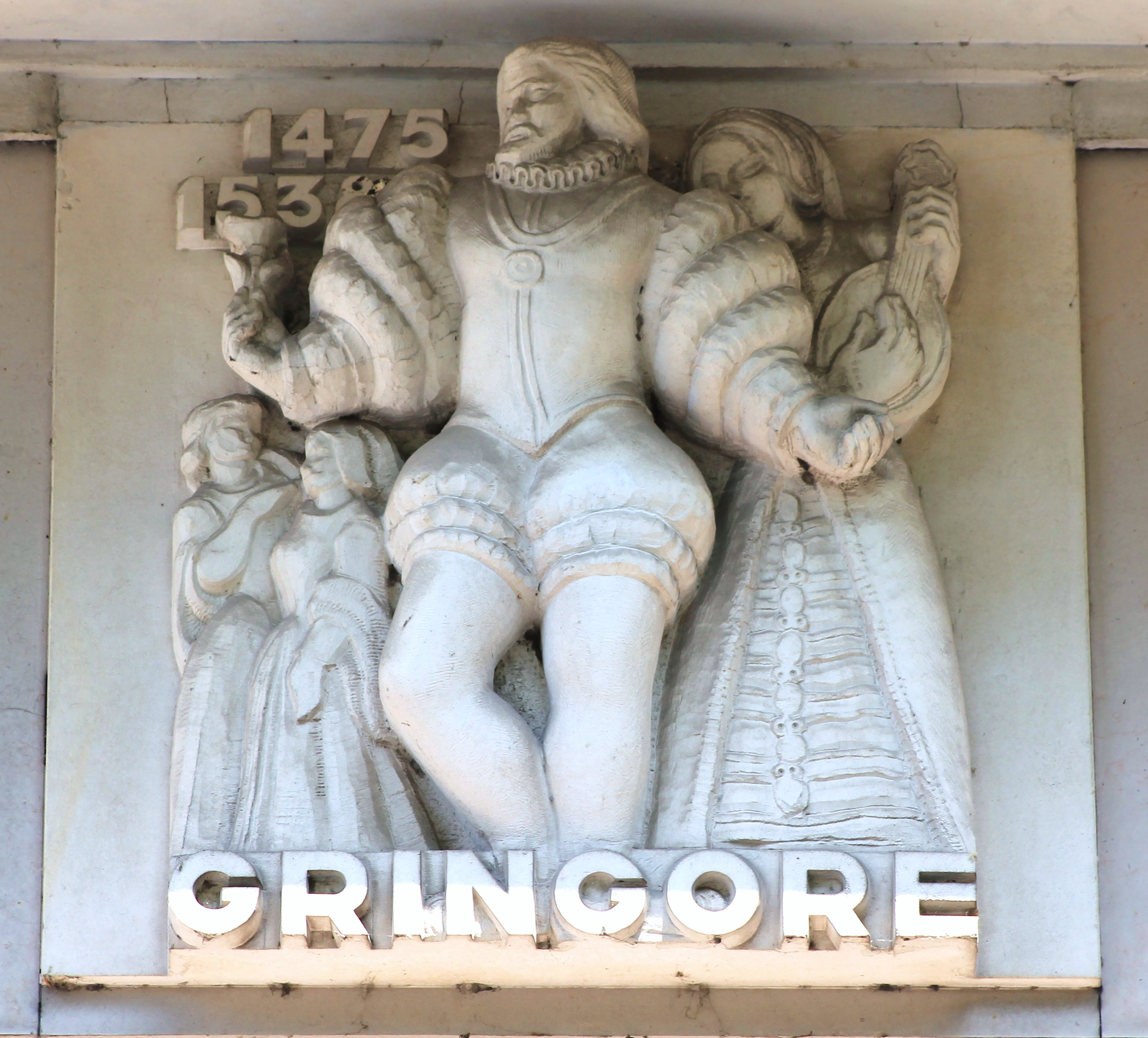
Représentation de Pierre Gringore dans un bas-relief sur la façade de l'hôtel Malherbe à Caen.

Gringore a été directeur de troupe et dramaturge à Paris de 1506 à 1512. Il fit partie des Enfants-sans-Souci qui l’élevèrent à la seconde dignité de leur société, celle de Mère Sotte. Le poète Jean Delespine en était le Prince des Sots. De 1502 à 1517, il dirigea l’exécution des mystères à Paris. Le Cry du prince des Sotz, par lequel il convoquait le public, est :
Sotz lunatiques, sotz estourdis, sotz sages, 
Sotz de villes, de chasteaulx, de villages, 
Sotz rassotés, sotz nyais, sotz subtilz, 
Sotz amoureux, sotz privéz, sotz sauvages, 
Sotz vieux, nouveaux, et sotz de toutes âges, 
Sotz barbares, estranges et gentilz, 
Sotz raisonnables, sotz pervers, sotz retifz ;
Vostre prince, sans nulles intervalles, 
Le mardy gras, jouera ses jeux aux Halles.

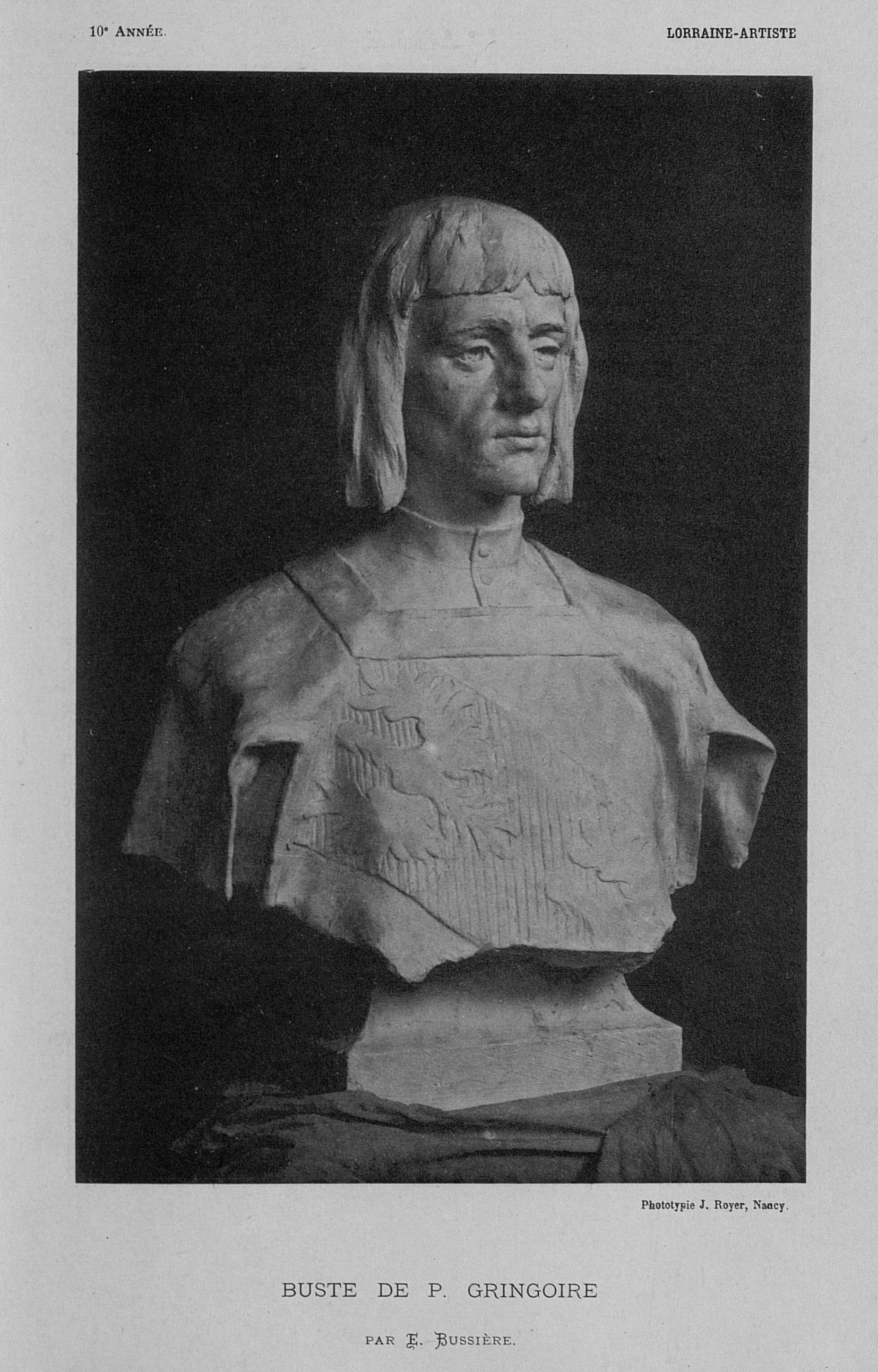
Buste de Gringore portant le tabard de héraut du duc de Lorraine, par Bussière

Appartenant au groupe des grands rhétoriqueurs, Pierre Gringore a écrit des poèmes moraux : le Château de Labour (1499), le Château d’Amours (1500), les Notables enseignements et proverbes par quatrains (1527), les Dits et autorités des sages philosophes (date incertaine) ; des poèmes satiriques : les Folles entreprises (1502) où il soutient le roi de France Louis XII contre le pape Jules II, les Abus du monde (1504), les Feintises du monde qui règne (1532) ; des pamphlets politiques : la Complainte des Milannoys (1500), l’Entreprise de Venise (1509), l’Espoir de paix (1510) dirigé contre le pape Jules II, ainsi que le suivant, la Chasse du cerf des cerfs (allusion au titre des Papes : Servus servorum Dei) ; des soties, des farces et des moralités pour le théâtre, dont quelques-unes, avec l’appui du roi, attaquaient le pape : le Jeu du Prince des sots et de Mère Sotte (1512), première comédie politique où il encourage Louis XII à engager la lutte contre l'Église, suivi de l’Homme obstiné (Jules II) et de Faire, et Dire, les Fantaisies de Mère Sotte (1516), les Menus propos de Mère Sotte (1521), le Testament de Lucifer (1521) ; un mystère du genre grave, le Mystère de saint Louis (1541), pour la confrérie de ce roi ; enfin des ouvrages de piété : le Blason des hérétiques (1524), les Heures de Nostre-Dame (1525), les Chants royaulx, figurés moralement sur les mystères miraculeux du Christ (1527], la Paraphrase des sept très-précieux et notables Psaumes (1541).
En 1518, il est nommé héraut du duc Antoine de Lorraine.

## Style
Ses œuvres offrent un singulier mélange de malice et de bonhomie, de gaieté et de gravité, de foi naïve et d’humeur discuteuse ; elles sont la représentation exacte de l’esprit de la bourgeoisie parisienne au commencement du XVIe siècle. Il est surtout remarquable par ses œuvres dramatiques, auxquelles il doit son renom ; ses farces ont de la finesse, ses soties de la vigueur et ses comédies politiques une hardiesse qui fait penser à Aristophane et dont on ne vit presque plus d’exemple sur le théâtre en France. Dans le Mystère de saint Louis, il a de l’élévation et de la grandeur. On le trouve fréquemment énergique dans ses œuvres satirico-morales où il affecte même une solennité que son style ne soutient pas toujours. La plupart des ouvrages qu’il fit imprimer montrent au frontispice le portrait de Mère Sotte, avec une robe de moine et un capuchon garni d’oreilles d’âne ; on lit autour : « Tout par Raison ; Raison partout ; Par tout Raison. » Ces éditions sont fort rares.

## Postérité littéraire

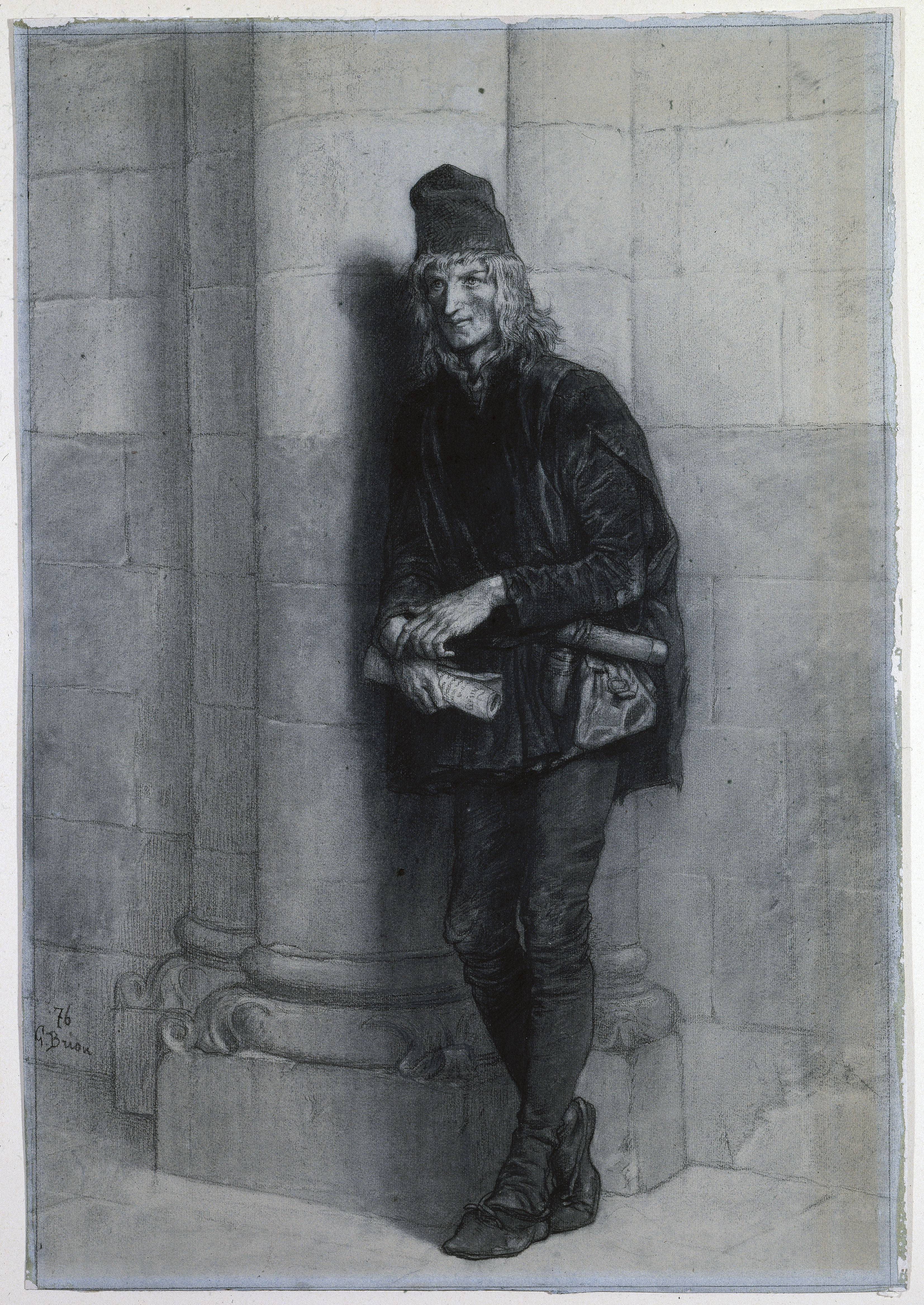
Pierre Gringoire.
Illustration de Gustave Brion pour Notre-Dame de Paris.

Pierre Gringore est devenu un personnage de fiction — avec la graphie « Pierre Gringoire » — sous la plume de Victor Hugo et de Théodore de Banville. Le premier l’a anachroniquement mis en scène dans Notre-Dame de Paris durant l'année 1482, et le second en a fait le héros de la comédie en prose en un acte Gringoire, jouée au Théâtre-Français en 1866. C'est dans la scène IV de cette pièce que le personnage Gringoire récite au roi Louis XI le poème connu sous le titre Le Verger du roi Louis, mis en musique et chanté en 1960 par Georges Brassens.
Alphonse Daudet, dans la nouvelle La Chèvre de monsieur Seguin, écrit à M. Pierre Gringoire, poète lyrique à Paris.
Une rue porte son nom à Nancy, où se trouvait également un buste à son effigie.

## Œuvres (liste non exhaustive)
- La Sottie (courte pièce de théâtre satirique)
- Le Blason des hérétiques (1524)
- L'Adresse, et chasteau de labeur
- L'Espoir de paix
- La Complainte de trop tard marié
- Le Chasteau d’Amours, poème (1500)
- Le Chasteau de Labour, poème (1499)
- Folles entreprises, poème (1505)
- La Chasse du cerf des cerfs, poème (1510)
- Le Jeu du prince des sotz et mère Sotte (1512)
- Les Abus du monde (1504)
- Les Fantaisies de Mère Sotte (1516)
- Les Menus Propos
- Lettres nouvelles de Milan
- Mystère de Monseigneur saint Loys

## Éditions modernes
- Œuvres complètes de Gringore, Éd. Charles d'Héricault, Anatole de Montaiglon, Paris, P. Jannet, 1858-1877 ; réimp. Nendeln, Kraus, 1972.
- Le Jeu du prince des sotz et de mère sotte, Éd. A. Hindley, Paris, Champion ; Genève, Slatkine, 2000  (ISBN 978-2-74530-475-9), (OCLC 407089150), 213 p. ; 24 cm.
- Le Blazon des hérétiques, réimpression faite à Chartres en 1832 par les soins de M. Hérisson (d), tirée à 66 exemplaires.

## Textes en ligne
- Ses œuvres en ligne sur Gallica
- Le Blazon des Hérétiques
- Le Jeu du Prince des Sotz et de Mère Sotte
- Raoullet Ployart.

## Pour approfondir